# Cristian Ojovan

a Compétitions nationales et continentales officielles uniquement.

b Matchs officiels uniquement.
Dernière mise à jour le 19 mai 2025.
Cristian Ojovan, né le 4 janvier 1997 à Soroca (Moldavie), est un joueur international moldave de rugby à XV évoluant au poste de pilier à l'ASM Clermont.

## Carrière

### Formation
Après avoir pratiqué la lutte et l'haltérophilie, Cristian Ojovan débute le rugby à l'âge de seize ans à Chișinău,,.
Il rejoint le centre de formation de la Section paloise en 2016. À l'issue de la saison 2016-2017, sans club, il rejoint le centre de formation du Stade aurillacois.

### En club

#### Débuts à Aurillac (2018-2020)
Cristian Ojovan prolonge son contrat avec Aurillac pour trois saisons supplémentaires en juillet 2018 avec une saison espoir et deux saisons sous contrat professionnel,. Le mois suivant, il est titularisé pour son premier match professionnel lors de la 2e journée de Pro D2 contre Provence rugby. Il s'impose rapidement comme la seconde option au poste de pilier droit, lorsque son coéquipier Anthony Alvès est absent, disputant 26 rencontres dont 14 en tant que titulaire. La saison suivante, il est le titulaire à son poste à la suite du départ d'Anthony Alvès pour Grenoble. Il dispute 16 matchs titulaires sur 19 joués mais la saison est suspendue par la pandémie de Covid-19,, puis finalement annulée.

#### Découverte du Top 14 et de la Champions cup à l'ASM Clermont (2020-)
En octobre 2019, il s'engage avec l'ASM Clermont Auvergne pour trois saisons à partir de la saison 2020-2021 de Top 14. Il participe en septembre 2020 au quart de finale reporté de la Champions Cup 2019-2020, son premier match européen, avec le club auvergnat perdu face au Racing 92. Étant en concurrence avec Rabah Slimani et Sipili Falatea, il s'impose comme le deuxième pilier droit de l'effectif en termes de temps de jeu disputé derrière Slimani lors de sa première saison. 
Pour la saison 2021-2022, il gagne en temps de jeu et se partage le poste de pilier droit avec Rabah Slimani, dépassant ce dernier en temps de jeu disputé mais comptant 15 titularisations chacun.
Lors de la saison 2022-2023, Ojovan et Slimani sont les deux seuls piliers droits professionnels de l'effectif en début de saison. Avec la blessure de Slimani lors de la 1re journée du Top 14, Ojovan enchaîne donc les huit premières rencontres de championnat dont sept titularisations jusqu'à se blesser, pour une durée d'un mois, lors de la 8e journée contre l'Union Bordeaux Bègles. Début novembre, il prolonge son contrat de trois saisons, jusqu'en 2026. Puis, il fait son retour fin novembre et enchaîne trois rencontres, mais se blesse lors de la troisième rencontre contre les Stormers dès la 6e minute et est absent plusieurs semaines.

### En équipe nationale
Cristian Ojovan joue son premier match en équipe de Moldavie en 2016. Il possède 4 sélections avec l'équipe moldave. Il a participé au Championnat européen des nations, division 1B puis Trophy, en 2016 et en 2017, il marque son premier essai international contre la Suisse cette année-là.

## Palmarès
Néant